# Col d'Azet

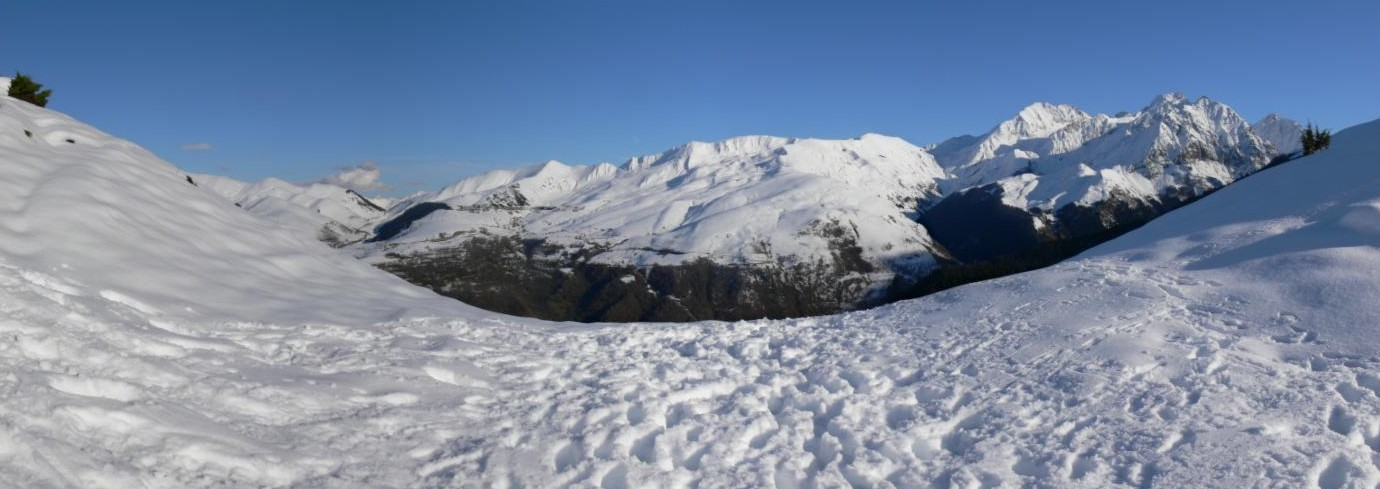
Panorama au col d'Azet en direction de la vallée du Louron, du col de Peyresourde et de la station de Peyragudes.

Le col d'Azet, appelé aussi col de Val-Louron-Azet, est un col de montagne routier des Pyrénées à 1 585 mètres d'altitude. Situé dans le département français des Hautes-Pyrénées dans la région Occitanie, il relie Saint-Lary-Soulan, dans la vallée d'Aure, à Génos et Loudenvielle dans la vallée du Louron. Il est emprunté par la route des cols.

## Toponymie
Le nom de ce col vient du village situé à quelques kilomètres sur le versant ouest, et de la station de sports d'hiver de Val-Louron, à quelques centaines de mètres à l'est du col.

## Géographie
Le col d'Azet se trouve au nord du tuc d'Ardounes (2 020 m) et au sud du tuc du Pla de Labasse (1 657 m).
Le GR 10 passe à proximité nord du col.

## Cyclisme
Le Tour de France a emprunté ce col pour la première fois en 1997 (Marco Pantani y passant en tête), même si une étape s'est déjà terminée en 1991 à la station de Val-Louron. Le col a été par la suite emprunté en 1999, 2001, 2005, 2013, 2014, 2016, 2018, 2021 et 2022.
Les voies d'accès au col présentent toutes deux une pente moyenne soutenue (plus de 7 %).
| Année | Étape | Versant | Catégorie | 1er au sommet      |
| ----- | ----- | ------- | --------- | ------------------ |
| 2022  | 17e   | Ouest   | 1         | Tadej Pogačar      |
| 2021  | 17e   | Est     | 1         | Anthony Perez      |
| 2018  | 17e   | Est     | 1         | Julian Alaphilippe |
| 2016  | 8e    | Ouest   | 1         | Wout Poels         |
| 2014  | 17e   | Est     | 1         | Joaquim Rodríguez  |
| 2013  | 9e    | Est     | 1         | Simon Clarke       |
| 2005  | 15e   | Est     | 1         | Laurent Brochard   |
| 2001  | 13e   | Est     | 1         | Laurent Jalabert   |
| 1999  | 15e   | Est     | 1         | Fernando Escartín  |
| 1997  | 9e    | Ouest   | 1         | Marco Pantani      |